# Max Lucado

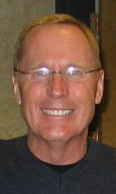
Max Lucado

Max Lucado (San Angelo, Texas; 11 de enero de 1955) es un escritor y predicador evangélico estadounidense de la Iglesia Oak Hills Church of Christ. San Antonio, Texas. Lucado ha escrito más de 50 libros, sumando 80 millones de copias impresas. Tres de sus obras han sido galardonadas con el Charles "Kip" Jordon Gold Medallion Christian Book of the Year (Como Jesús, En manos de la gracia y Cuando Dios susurra tu nombre), apareciendo en las listas de los libros más vendidos.
Después de servir por 20 años como Pastor, Lucado anunció su retiro a comienzos del 2007 debido a problemas de salud relacionados con una fibrilación auricular. Desde entonces Lucado ha asumido el rol de ministro escritor y predicador en Oak Hills, siendo copastor de la iglesia junto a Randy Frazee, un ex Pastor de enseñanza de la Iglesia Willow Creek Community Church.
Lucado ha sido nombrado "Pastor de América" por la revista norteamericana Christianity Today y el año 2005 fue nombrado "El Mejor Predicador de América" por la revista Reader's Digest. Ha participado en programas de televisión en Fox News Channel, NBC Nightly News, Larry King Live y en USA Today. Sus libros aparecen regularmente en la lista de libros más vendidos del The New York Times.

## Biografía
Max Lucado nació en 1955 en San Angelo, Texas, es el menor de los cuatro hijos de Jack y Thelma Lucado y se crio en Andrews, Texas. Su padre fue obrero de la industria petrolera y su madre fue enfermera.
Cursó sus estudios en la Universidad Cristiana Abilene. Inicialmente quiso ser abogado, pero un curso obligatorio de Biblia en la Universidad y un viaje misionero, lo hicieron cambiar de idea decidiendo convertirse en misionero cristiano. Para lograrlo debió obtener una Licenciatura en Biblia y pasar dos años sirviendo en una Iglesia para adquirir experiencia.
Después de su graduación Max se mudó a Miami, Florida para servir en una iglesia local. Su responsabilidad fue ministrar un grupo de solteros y escribir una columna en el boletín de la Iglesia, cuyo contenido posteriormente fue compilado para dar forma a su primer libro: On the Anvil (Sobre el yunque). Después de dos años en Miami y recién casado, Max y su esposa Denalyn se mudaron a Río de Janeiro, Brasil convirtiéndose en misioneros a tiempo completo.
Luego de la muerte de su padre en 1987, Max regresó con su familia a los Estados Unidos para estar más cerca de su madre. En 1988 asumió como ministro en la Iglesia Oak Hills Church of Christ en San Antonio, Texas.

## Obras en español
- 1986: Con razón lo llaman el Salvador.
- 1989: Seis horas de un viernes.
- 1992: Y los Ángeles guardaron silencio. La última semana de Jesús.
- 1994: Todavía remueve piedras
- 1996: Aplauso del cielo
- 1997: En manos de la gracia
- 1997: La gran casa de Dios
- 1999: Como Jesús
- 2001: El escogió los clavos
- 2001: Aligere su equipaje
- 2002: Un amor que puedes compartir
- 2003: En el ojo de la tormenta
- 2003: No se trata de mí
- 2003: Promesas inspiradoras de Dios
- 2004: Acercate sediento
- 2005: Cuando Dios susurra tu nombre
- 2006: Cura para la vida común
- 2007: 3.16 Los números de la esperanza
- 2009: Enfrente a sus gigantes
- 2009: En manos de la gracia
- 2009: Sin temor: imagina tu vida sin preocupaciones
- 2010: Más allá de tu vida
- Gracia para todo momento I y II
- La historia de un ángel
- La vela de Navidad
- Gente común
- 2013: Saldrás de Esta
- 2014: Antes del Amén
- 2017: Ansiosos Por Nada